# Форт Ервин (Калифорнија)
Форт Ервин (енгл. Fort Irwin) насељено је место без административног статуса у америчкој савезној држави Калифорнија.

## Демографија
По попису из 2010. године број становника је 8.845.
| Група             | 2000.    | 2010.         |
| Белци             | 0 (0,0%) | 4.567 (51,6%) |
| Афроамериканци    | 0 (0,0%) | 1.086 (12,3%) |
| Азијати           | 0 (0,0%) | 402 (4,5%)    |
| Хиспаноамериканци | 0 (0,0%) | 2.261 (25,6%) |
| Укупно            | 0        | 8.845         |